# 日枝神社 (郡山市西田町三町目)
日枝神社（ひえじんじゃ）は、福島県郡山市西田町三町目に鎮座する神社。旧社格は村社。巨大な岩に飲み込まれるような形で建つ独特な社殿や、裏にそびえ立つ樹齢約500年の山王桜で知られる。

## 由緒
坂上田村麻呂の蝦夷征討の際、京都の藤原氏若狭太郎という武士が守護神の日吉大権現を背負って従軍した。そして、東奥平定後に田村麻呂は帰朝したが、若狭はこの地にそのまま土着し、800年（延暦19年）、山王山に神霊地を選び、守護神を安置して岩神社山王大権現としたのが始まりと伝えられる。
1869年（明治2年）、日枝神社に改称。

## 山王桜

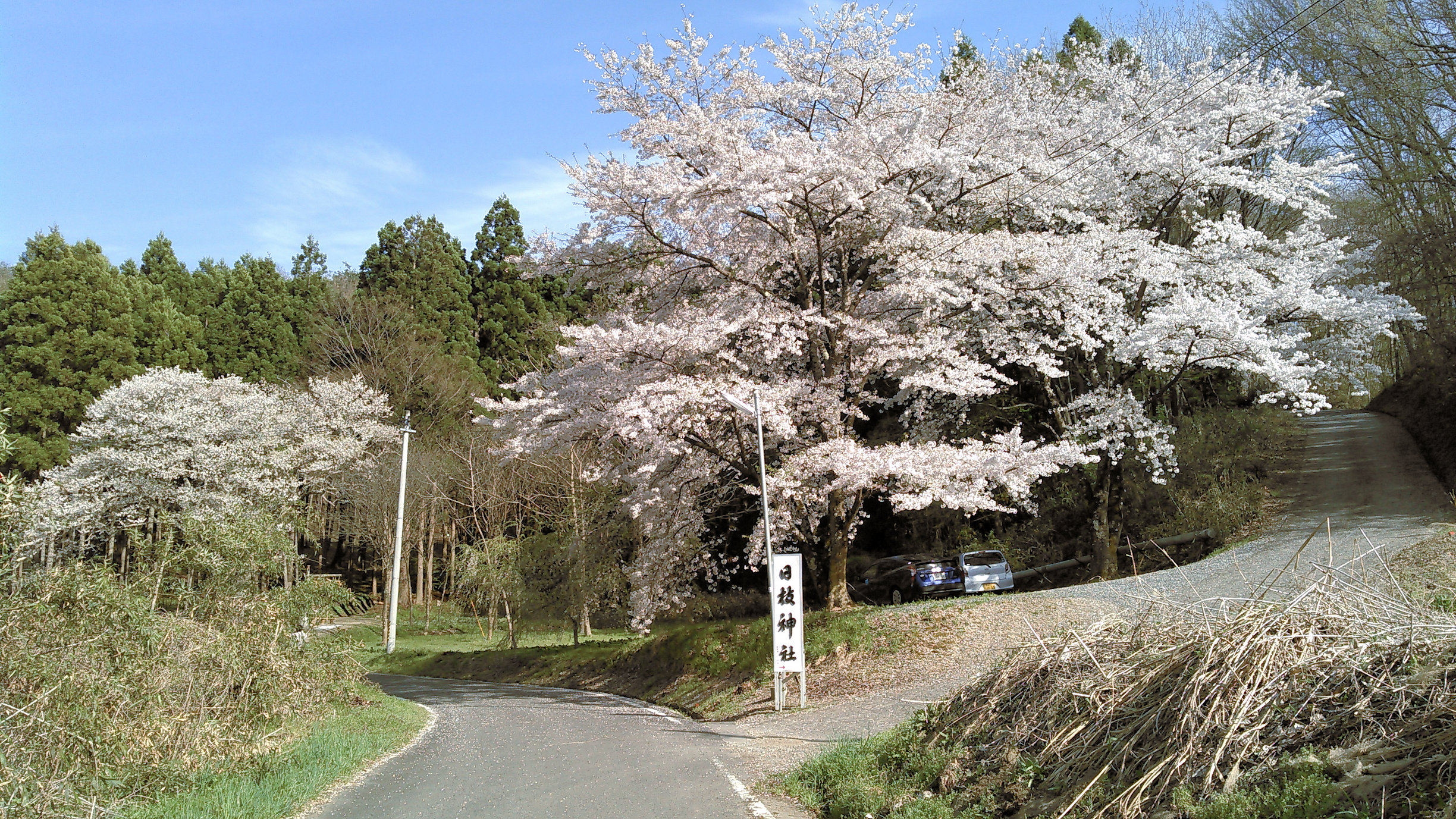
西参道入口、奥は山王桜

神社の裏にそびえ立つ桜。樹齢約500年と伝えられ、郡山市では市内の桜の名所を巡る「こおりやま桜めぐり」のコースの一部として、公式サイトで紹介している。また、この一帯はカタクリの群生地でもある他、付近では水芭蕉も観察できる。

## その他
- 神社が建つ山はかつての山城、西田山王館の跡である[3]
- 本殿は岩の中の洞窟中に鎮座

## アクセス
- 磐越自動車道郡山東ICから郡山東部広域農道経由で車で15分